# Bernard Bolzano
Bernard Placidus Johann Nepomuk Bolzano (Praga, Boémia, actual República Checa, 5 de outubro de 1781 — Praga, 18 de dezembro de 1848) foi um padre católico, matemático, teólogo e filósofo da antiga Boémia, que pesquisou também problemas ligados ao espaço, à força e à propagação de ondas.

## Biografia
Filho de um comerciante de artes católico, foi educado na Universidade de Praga. Depois de  estudar teologia, filosofia e matemática, foi ordenado sacerdote da Igreja Católica em 1805, e foi designado para uma cadeira de filosofia da religião, recém criada para combater o ateísmo e as ideias oriundas da Revolução Francesa. Defendeu abertamente uma reforma educacional, proclamou os direitos da consciência individual sobre as exigências do governo austríaco, e discursou sobre os absurdos da guerra e do militarismo. Em 1819 foi proibido de exercer qualquer actividade académica por causa das posições críticas sobre as condições sociais vigentes no Império Austríaco e em 1824 foi obrigado, por pressão do Imperador Franz I da Áustria, a aposentar-se.

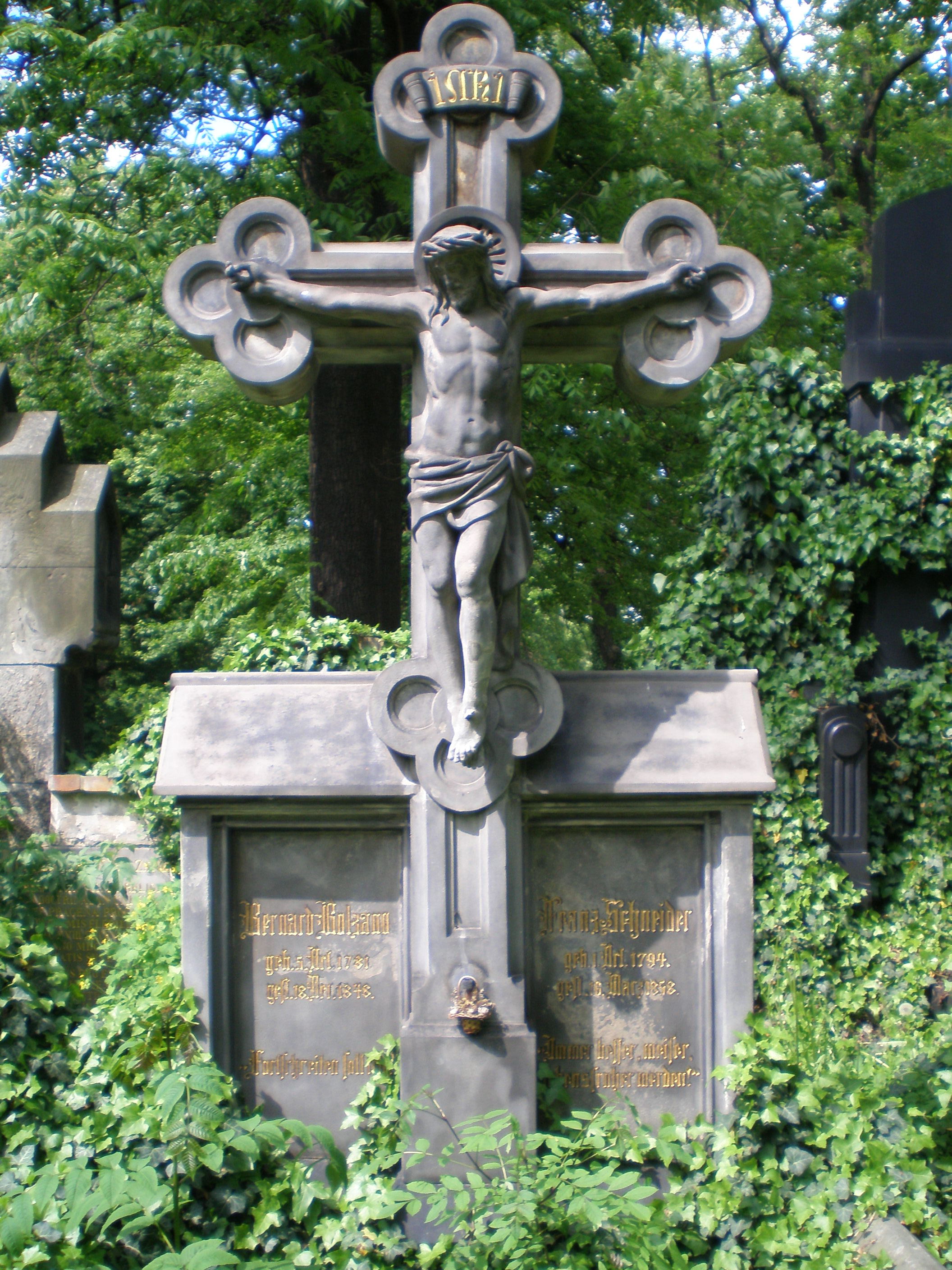
Sepultura no Cemitério de Olšany em Praga

Foi no período de proibição, em que passou a ser sustentado por amigos e por ex-alunos, que Bolzano escreveu sua principal obra filosófica, o "Wissenschaftslehre" (Doutrina da Ciência), que viria a influenciar o desenvolvimento da semântica moderna e que seria apontada por muitos como sendo a primeira obra a localizar as fontes do conhecimento humano na linguagem. Embora Bolzano estivesse distante do grande centro científico de sua época (Paris), seus estudos científicos foram muito avançados para o seu tempo, nos fundamentos de vários ramos da matemática, como a teoria das funções, a lógica e a noção de cardinal. Depois de demonstrar o teorema do valor intermediário, deu o primeiro exemplo de uma função contínua não derivável em nenhum ponto do conjunto dos números reais. No campo da lógica, estudou a tabela de verdade de uma proposição e introduziu a primeira definição operativa de dedutibilidade. Estudou os conjuntos infinitos, e no seu "Paradoxos do Infinito" lançou as bases para a construção da teoria dos conjuntos por Georg Cantor.

## Legado filosófico
A obra postumamente publicada de Bolzano Paradoxien des Unendlichen (Paradoxos do Infinito) (1851) foi extremamente admirada por muitos dos lógicos eminentes que vieram subsequentemente, incluindo Charles Sanders Peirce, Georg Cantor e Richard Dedekind. A principal reivindicação de fama de Bolzano, no entanto, é sua Wissenschaftslehre (Teoria da Ciência),em 1837, um trabalho em quatro volumes que cobriam não apenas a filosofia da ciência no sentido moderno, mas também a lógica, a epistemologia e a pedagogia científica. A teoria lógica que Bolzano desenvolveu neste trabalho passou a ser reconhecida como inovadora. Outras obras são um Lehrbuch der Religionswissenschaft (Livro da Ciência da Religião) e a obra metafísica Athanasia, uma defesa da imortalidade da alma. Bolzano também fez um valioso trabalho em matemática, que permaneceu praticamente desconhecido até que Otto Stolz redescobriu muitos de seus artigos perdidos e republicou-os em 1881.
Seu trabalho foi redescoberto por Edmund Husserl e Kazimierz Twardowski, ambos estudantes de Franz Brentano. Por meio deles, Bolzano tornou-se uma influência formativa tanto na fenomenologia quanto na filosofia analítica.

## Obras
- 1810: Contribuição para uma Apresentação da Matemática mais bem Fundamentada (Beyträge zu einer begründeteren Darstellung der Mathematik)
- 1816: O Teorema Binomial (Der binomische Lehrsatz)
- 1816: Sobre a relação das duas raças na Bohêmia (Über das Verhältnis der beiden Volksstämme in Böhmen)
- 1817: Prova Puramente Analítica do Teorema que Afirma que entre Dois Valores de Sinais Opostos Existe pelo Menos Uma Raiz Real da Equação (Rein analytischer Beweis des Lehrsatzes, daß zwischen zwey Werthen, die ein entgegengesetztes Resultat gewähren, wenigstens eine reelle Wurzel der Gleichung liege)
- 1951: Paradoxos do Infinito (Paradoxien des Unendlichen)
- 1834: Livro didático de ciências da religião (Lehrbuch der Religionswissenschaft)
- 1837: Doutrina da Ciência (Wissenschaftslehre)(referência em inglês: BOLZANO, B. Wissenschaftslehre, 4 vol. (Sulzbach). Sulzbach: Wolfgan Schultz. Reprint Scientia Verlag Aalen, 1981).
- 1867: Anti- Euclides (Anti-Euklid)
- 1875: Ensino sobre a dimensão (Größenlehre)